# Pulvertoren

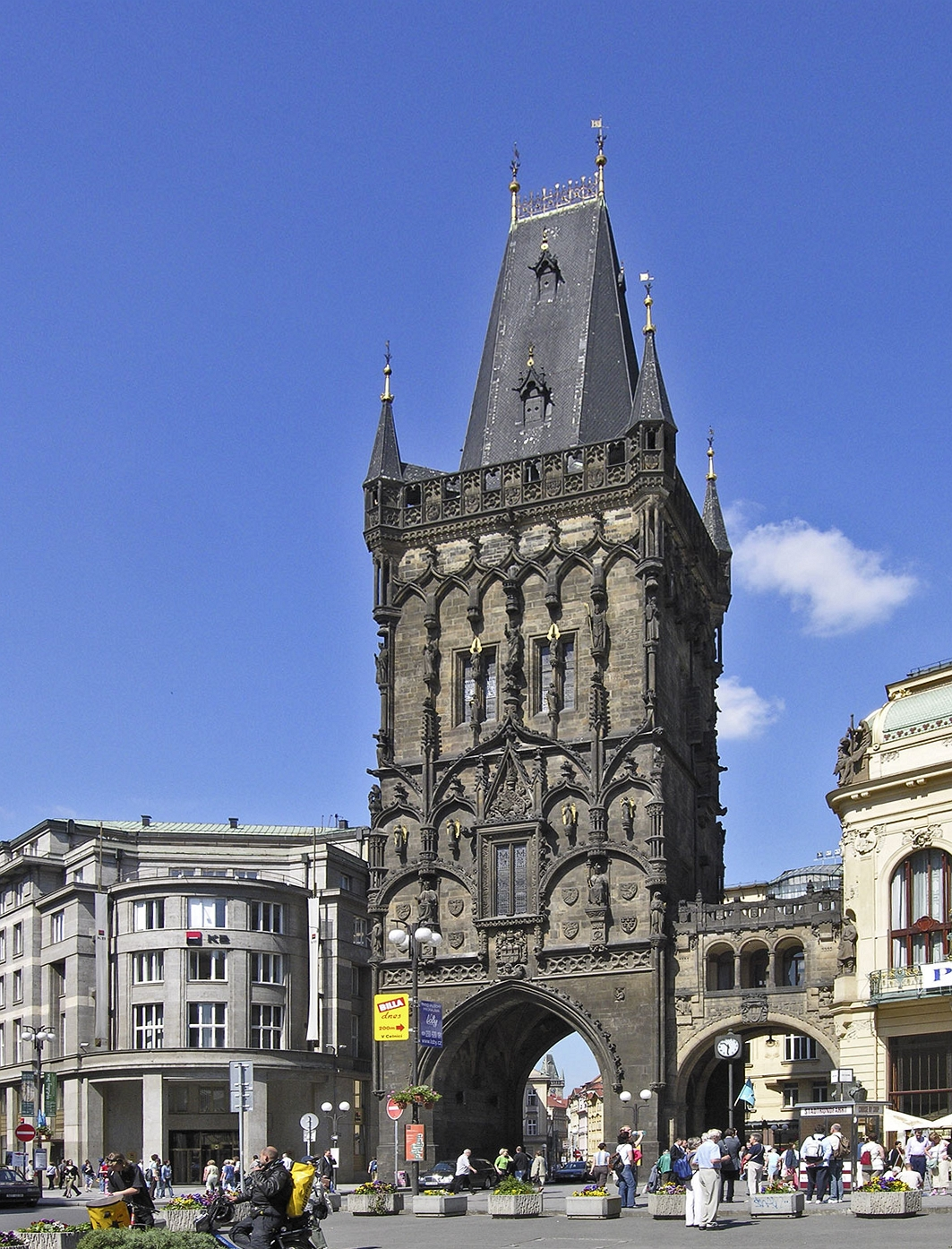
De polvertoren van Praag

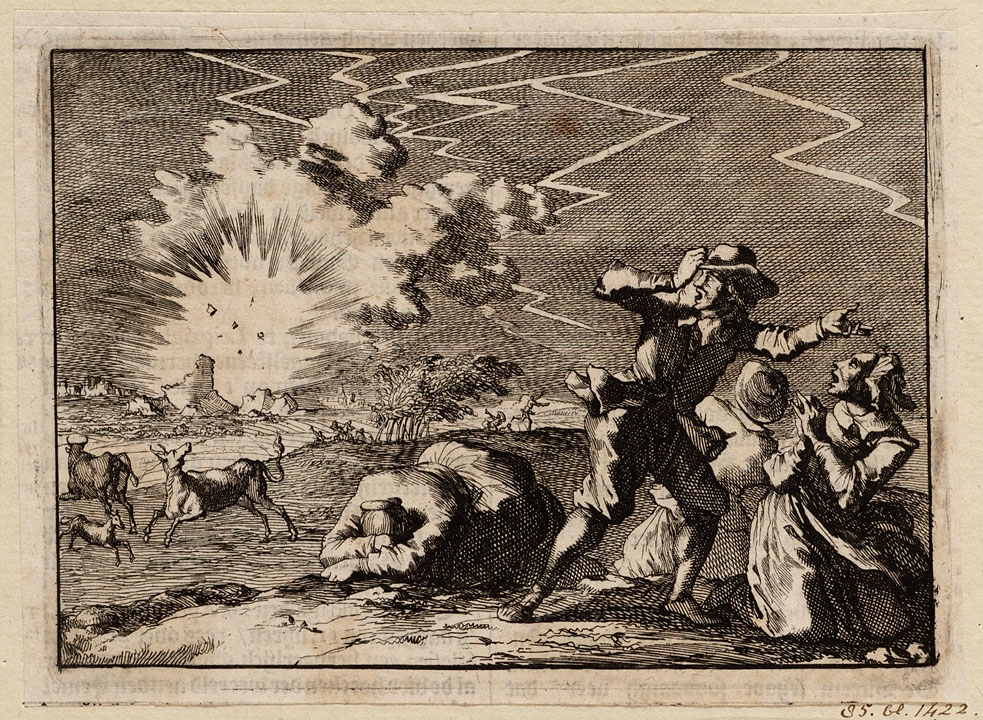
De kruittoren van Rheinberg explodeert in 1636

Een pulvertoren, polvertoren of kruittoren was de plaats waar tot de 20e eeuw in steden de voorraad buskruit opgeslagen lag. De naam is afkomstig van het oude Nederlandse woord 'pulver', wat poeder betekende (Duits: Pulver). De opslag was meestal in een toren.
Gevreesd werd vroeger een ontploffing van de pulvertoren, zoals gebeurde bij onder andere de Kruittorenramp van Bredevoort in 1646, de Delftse donderslag in 1654, en de kruittorenramp van Heusden in 1680.

## Afbeeldingen

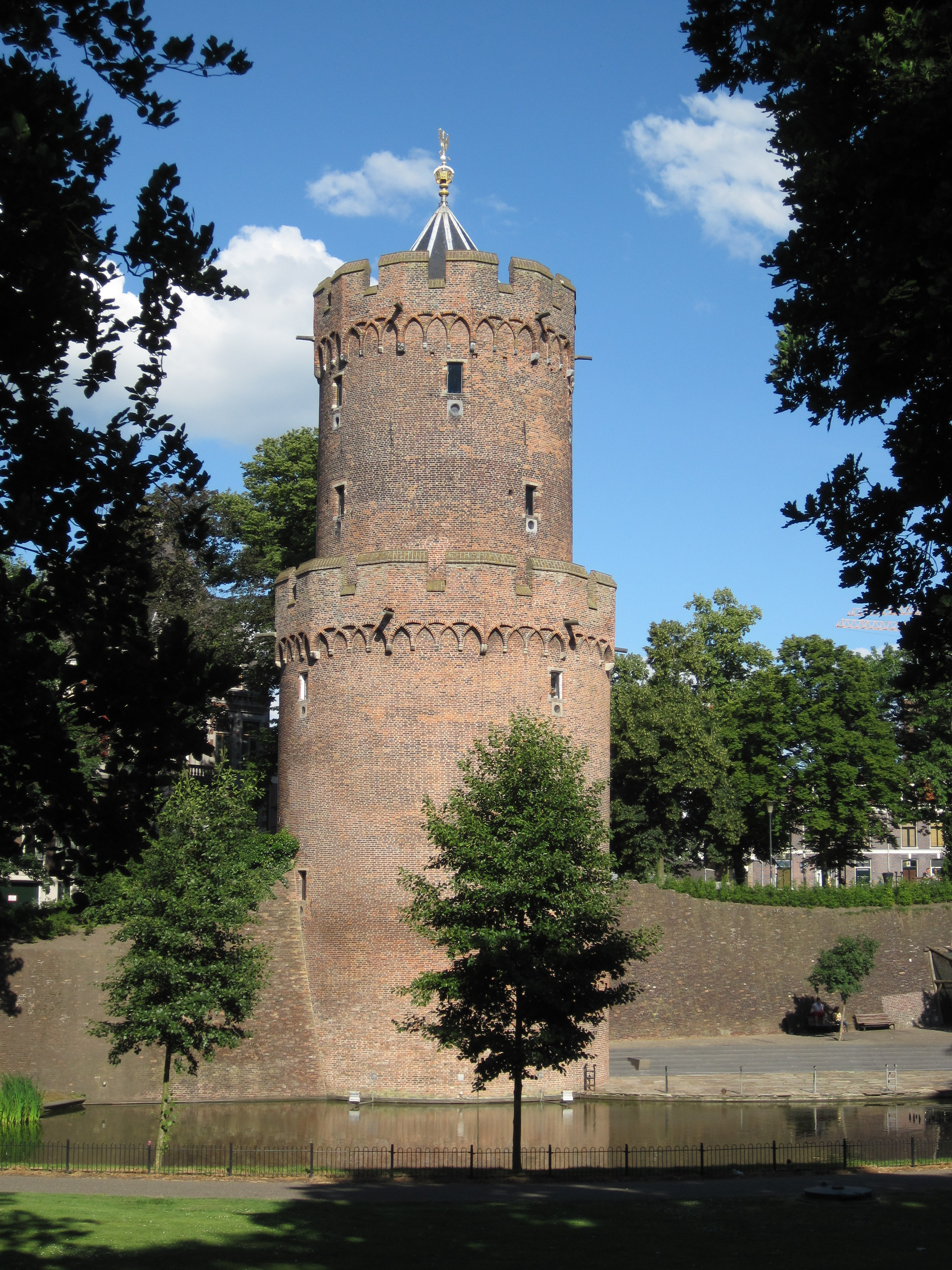
Kruittoren Kronenburgerpark, Nijmegen
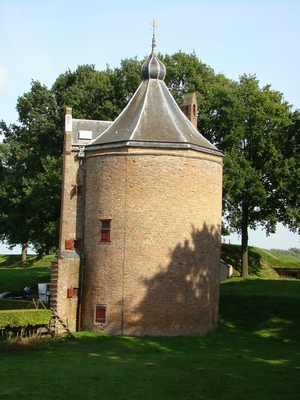
Slot Loevestein kruittoren
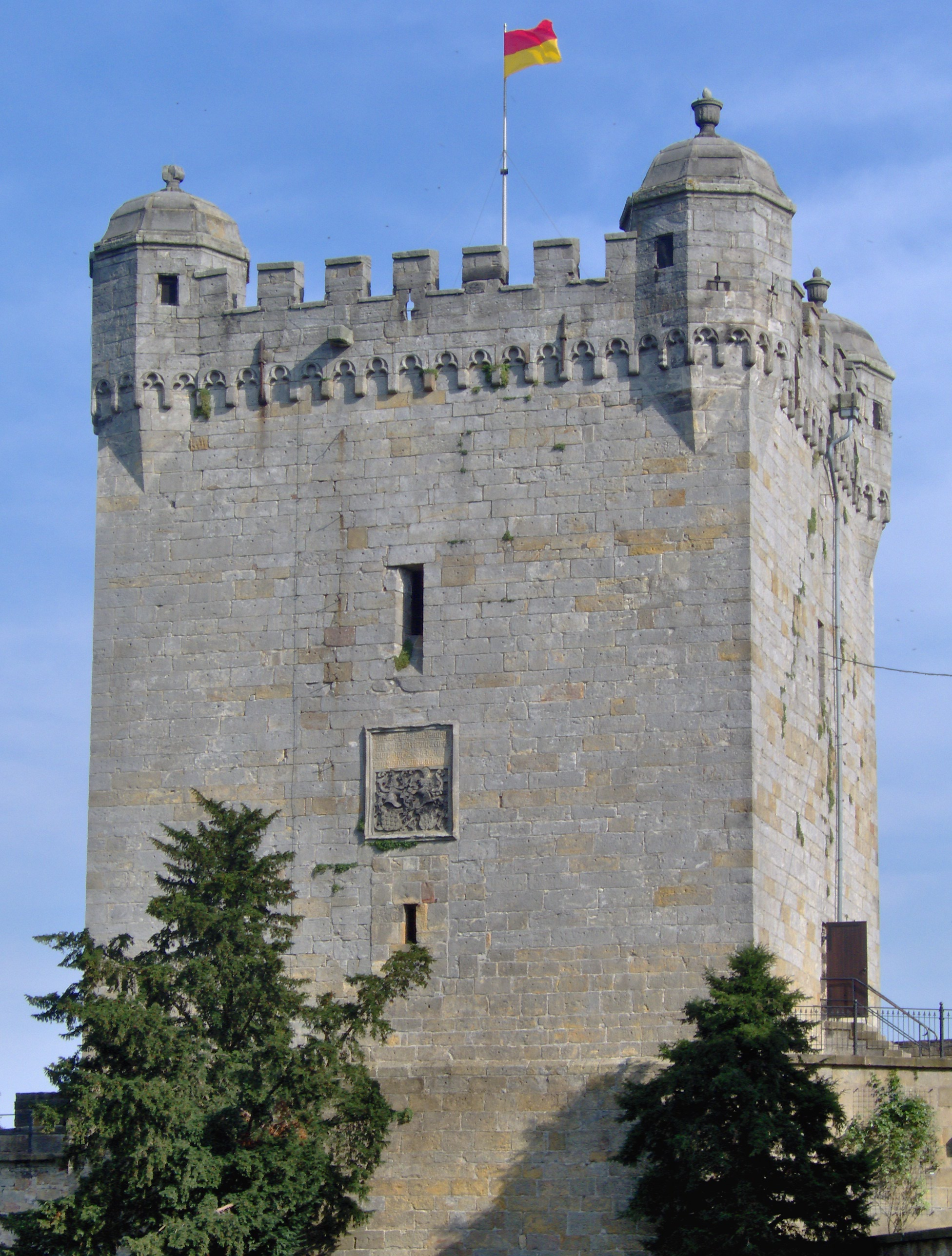
Kruittoren Kasteel Bentheim, Duitsland
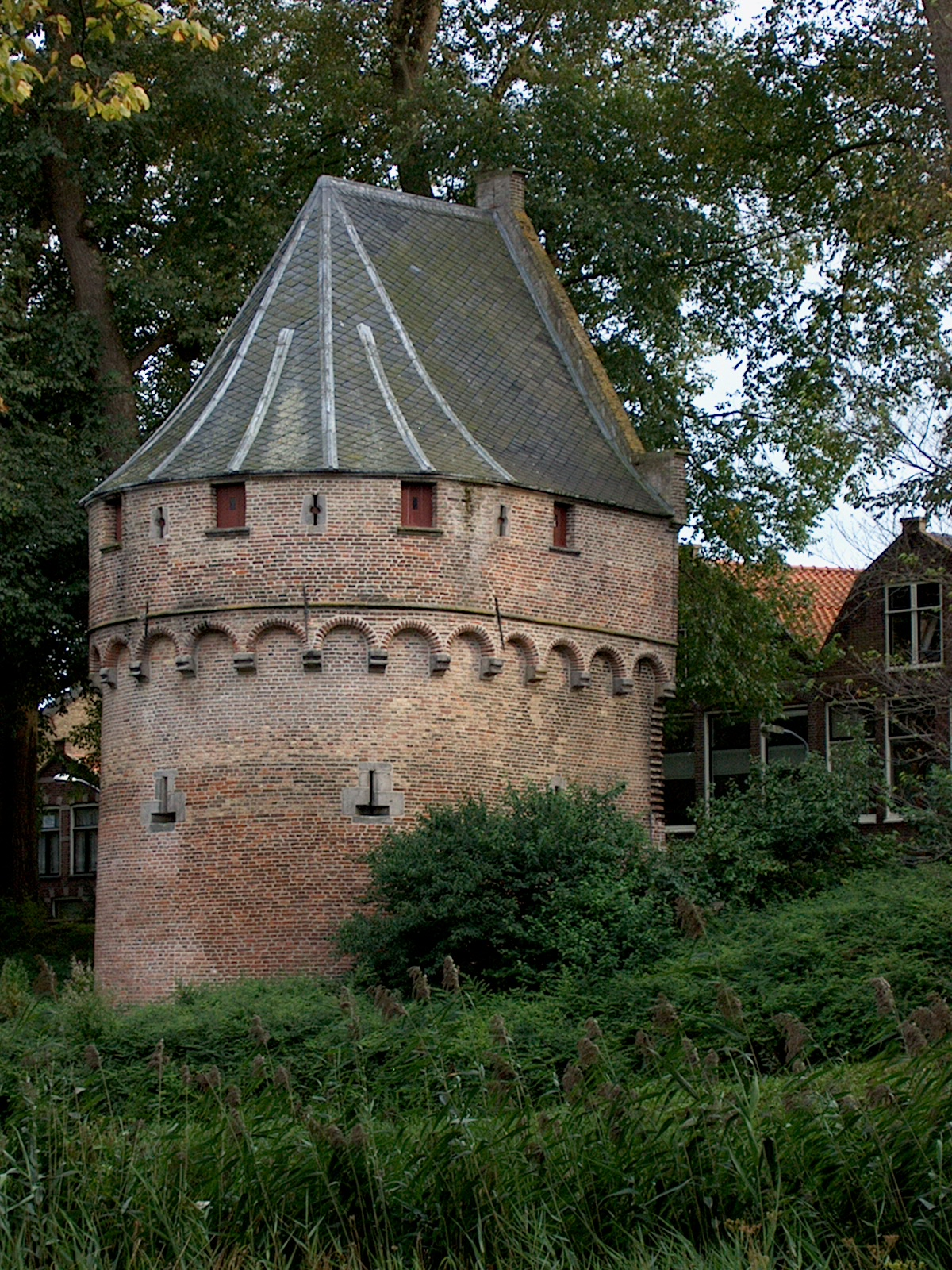
Maria- of Kruittoren, Hoorn
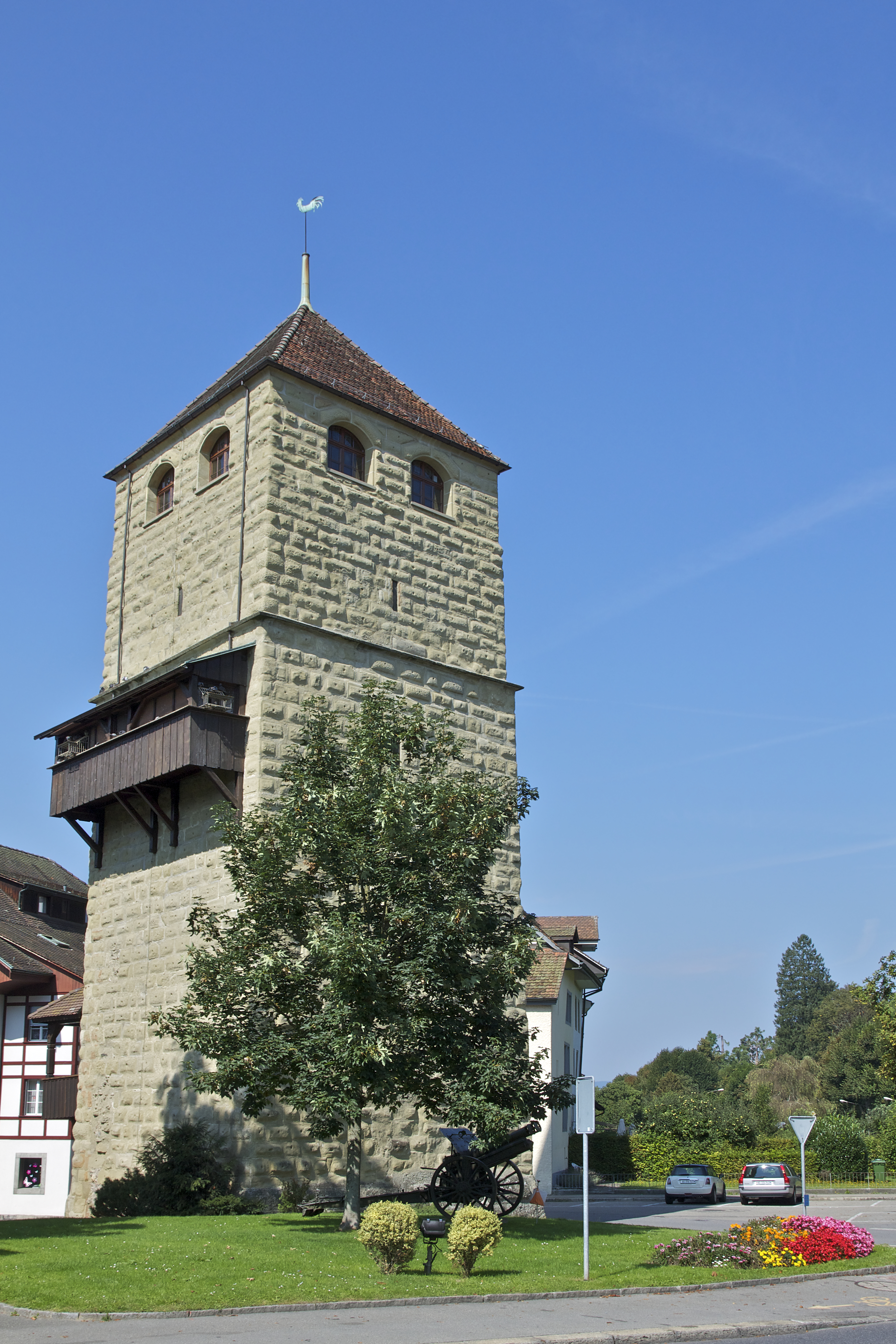
Pulverturm in Zofingen, Zwitserland
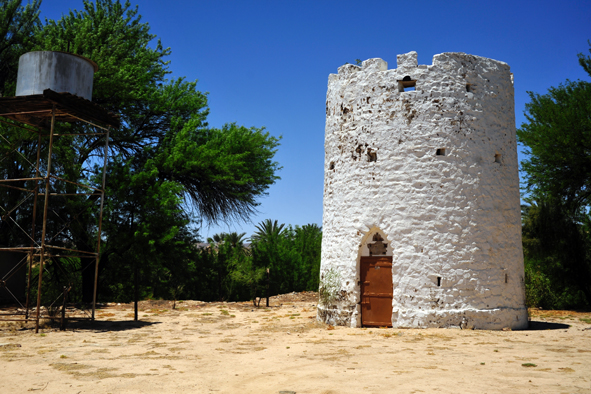
Kruittoren in Otjimbingwe